# Bahnstrecke Høng–Tølløse
| Strecke                                  |      | Bahnstrecke Kalundborg–Slagelse von Slagelse    | Bahnstrecke Kalundborg–Slagelse von Slagelse    |
| Bahnhof                                  | 0,0  | Høng (30. April 1898)                           | 26,7 m.o.h.                                     |
| Abzweig geradeaus und ehemals nach links |      | Bahnstrecke Kalundborg–Slagelse nach Kalundborg | Bahnstrecke Kalundborg–Slagelse nach Kalundborg |
| ehemaliger Bahnhof                       | 4,0  | Kulby (bis 2003)                                | 30,1 m.o.h.                                     |
| Bahnhof                                  | 7,0  | Ruds Vedby                                      | 41,8 m.o.h.                                     |
| ehemaliger Haltepunkt / Haltestelle      | 9,0  | Hestehaven (1929–1955)                          | 44,9 m.o.h.                                     |
| ehemaliger Haltepunkt / Haltestelle      | 10,0 | Conradineslyst (1931–2003)                      | 45,3 m.o.h.                                     |
| Bahnhof                                  | 12,0 | Skellebjerg                                     | 33,6 m.o.h.                                     |
| Bahnhof                                  | 15,0 | Dianalund                                       | 33,1 m.o.h.                                     |
| Abzweig geradeaus und ehemals nach links |      | Gleisanschluss Orebo                            | Gleisanschluss Orebo                            |
| Abzweig geradeaus und ehemals von rechts |      | Bahnstrecke Vedde–Sorø nach Sorø                | Bahnstrecke Vedde–Sorø nach Sorø                |
| Haltepunkt / Haltestelle                 | 18,0 | Vedde (1. Febr. 1903; Bhf bis 1983)             | 37,8 m.o.h.                                     |
| Abzweig geradeaus und ehemals nach links |      | Gleisanschluss Vedde                            | Gleisanschluss Vedde                            |
| ehemalige Blockstelle                    |      | Blockpost Vedde (1941–1952)                     | Blockpost Vedde (1941–1952)                     |
| Bahnhof                                  | 21,0 | Stenlille                                       | 34,7 m.o.h.                                     |
| ehemaliger Haltepunkt / Haltestelle      | 23,0 | Oustrup (1944–1975})                            | 35,9 m.o.h.                                     |
| Bahnhof                                  | 25,0 | Nyrup                                           | 34,7 m.o.h.                                     |
| Haltepunkt / Haltestelle                 | 26,0 | Bagmarken (1988–)                               | 32,1 m.o.h.                                     |
| Bahnhof                                  | 28,0 | Store Merløse                                   | 36 m.o.h.                                       |
| ehemaliger Haltepunkt / Haltestelle      | 30,0 | Udstrup (1926–2003)                             | 42,2 m.o.h.                                     |
| Bahnhof                                  | 34,0 | Kirke Eskilstrup                                | 46,2 m.o.h.                                     |
| ehemalige Blockstelle                    |      | Sønderstrup                                     | Sønderstrup                                     |
| ehemalige Blockstelle                    |      | Nørre Eskildstrup                               | Nørre Eskildstrup                               |
| Abzweig geradeaus und von links          |      | Nordvestbanen von Roskilde                      | Nordvestbanen von Roskilde                      |
| Bahnhof                                  | 38,1 | Tølløse (30. Dez. 1874)                         | 47,4 m.o.h.                                     |
| Strecke                                  |      | Nordvestbanen nach Holbæk                       | Nordvestbanen nach Holbæk                       |
|                                          |      |                                                 |                                                 |
| Quellen:                                 |      |                                                 |                                                 |

| Høng-Tølløse Jernbane A/S | Høng-Tølløse Jernbane A/S               |
| ------------------------- | --------------------------------------- |
| Rechtsform                | A/S                                     |
| Auflösung                 | 12. Juni 2003                           |
| Auflösungsgrund           | Fusion mit Vestsjællands Lokalbaner A/S |
| Sitz                      | Holbæk                                  |

Die Bahnstrecke Høng–Tølløse war eine von der Høng-Tølløse Jernbane A/S (HTJ) erbaute dänische Privatbahn, die die Orte Høng und Tølløse miteinander verband. Seit dem 1. Juli 2015 wird die Strecke von Lokaltog bedient.

## Geschichte
Nach der Eröffnung der staatlichen Bahnstrecke Roskilde–Korsør 1856, der Bahnstrecke Roskilde–Kalundborg 1874 und der Bahnstrecke Slagelse–Værslev 1898 bestand zwischen diesen Strecken eine große Lücke von etwa 40 mal 30 Kilometern.
Eine Gruppe von Bürgern der Umgebung ergriff bei einer Versammlung am 28. November 1880 die Initiative, eine Eisenbahn von Ruds Vedby zu einer Station an der Strecke Roskilde–Kalundborg zwischen Roskilde und Holbæk zu bauen. Die Strecke sollte unter dem Namen Ruds Vedby Bane gebaut werden. Im Gespräch war auch eine schmalspurige Variante nach dem Kosta-System. Dazu reiste eine Abordnung der Initiative nach Schweden, um die Bahnstrecke Lessebo–Målerås zu besichtigen. Der Vorschlag wurde am 5. Februar 1881 im Folketing eingebracht.
Mit dem Eisenbahngesetz vom 8. Mai 1894 wurde die Strecke genehmigt, am 23. Juni 1894 wurde die Schmalspurvariante aufgegeben und am 7. November desselben Jahres erhielt die Stadt Holbæk (Holbæk Amtsraad) das ausschließliche Recht an einer Eisenbahn von Høng über Ruds Vedby nach Tølløse.
Die Strecke wurde berechnet und mit einem Preis von 241.460 Kronen je Meile veranschlagt, bei einer Streckenlänge von 5,06 Meilen mit einer Gesamtsumme von 1.222.000 Kronen.

### Høng-Tølløse Jernbane A/S
Der Bau der Høng-Tølløse-Jernbane (HTJ) begann im Frühjahr 1899. Erst am 23. November 1901 wurde das Gesetz zur Gründung der Høng-Tølløse Jernbane A/S unterzeichnet.
Die 38 km lange Strecke wurde am 22. Dezember 1901 mit drei Zügen pro Tag und Richtung in Betrieb genommen. Von der Eröffnung an hatte HTJ eine Betriebsgemeinschaftschaft mit Odsherreds Jernbane (OHJ) und ab 1919 auch mit der neu eröffneten Hørve-Værslev Jernbane (HVJ). Ab dem 20. Februar 1902 verkauften alle Bahnstationen auf Seeland Fahrkarten zu den Tarifpunkten der Strecke und ab dem 1. März 1902 wurde der durchgehende Verkehr mit Gütern und Tieren zwischen allen Stationen der DSB und der HJV aufgenommen. Am 1. November 1902 wurde die Strecke in die schwedisch-norwegisch-dänischen Güterverbindungen eingeschlossen.

## Streckenführung
Die Strecke beginnt am Staatsbahnhof in Tølløse, wo die Fahrgäste zur HTJ umsteigen mussten. Südlich des Empfangsgebäudes erhielt die HTJ ein eigenes Gelände mit einem gemeinsamen Bahnsteig und drei Gleisen, die alle in einer Drehscheibe endeten. Weiter südlich befand sich ein Betriebswerk mit einem viergleisigen Ringschuppen, Kohlenlager und Wasserturm. Das Betriebswerk wurde 2011 abgerissen, ein geplanter Ausbau zu einem Kulturzentrum wurde nicht weiter verfolgt.
Von Tølløse verlief die Strecke nach Süden, wo es nach einigen Kilometern zwei Abstellgleise für Güterwagen für Rüben, Obst und Gemüse und später Seife – Nørre Eskildstrup und Sønderstrup – gab.
Der DSB-Bahnhof in Høng wurde 1898 als Zwischenbahnhof der Strecke Slagelse–Værslev eröffnet. Die HTJ verfügte nur über eine begrenzte Gleisfläche mit einem Bahnsteiggleis und einem Umfahrgleis, die beide in eine Drehscheibe mündeten. Nördlich davon befand sich ein eingleisiger Lokschuppen, zu dem 1926 eine Kraftwagenwerkstatt hinzukam.
Der Zweite Weltkrieg führte dazu, dass Dänemark für seine Energieversorgung von heimischen Brennstoffen abhängig wurde. Einigen Kopenhagener Industrieunternehmen kauften das Bodal-Anwesen nördlich des Bahnhofs Vedde. Hier wurde die I/S Bodal Tørvefabrik gegründet. 1941 wurde ein etwa 5 km langes Anschlussgleis vom Bahnhof Vedde zum Moor verlegt, sowie 10 km Schmalspurgleise im Moor selbst. Darüber wurden große Mengen Torf transportiert, hauptsächlich in die Hauptstadt. In der Wintersaison beförderte die HTJ täglich bis zu 17 Güterzüge und im Zeitraum 1941–1945 wurden insgesamt rund 75.000 Güterwagen beladen. Allein 1941/42 wurden 150.400 t Torf transportiert, davon 66.900 t über die Stichstrecke von Bodal.
1971 wurde der Personenverkehr zwischen Slagelse und Værslev eingestellt. HTJ übernahm diese Aufgabe von den DSB zwischen Høng und Slagelse einschließlich der Bahnhöfe.

## Fahrzeuge und Betrieb
Vor der Eröffnung wurden zwei Dampflokomotiven von A/S Vulcan in Maribo und eine gebrauchte Lokomotiven von Odsherreds Jernbane gekauft. Güter- und Personenwagen wurde ebenso bei Vulcan bestellt.
Die Fahrt des Dampfzuges zwischen Høng und Tølløse dauerte etwa 1 Stunde und 40 Minuten. Bis zum Ersten Weltkrieg (1914–18) wurde der Fahrplan auf fünf Zugpaare erweitert, aber während des Krieges wegen Kohlemangels wieder reduziert.
Nach der Betriebsaufnahme mit drei Lokomotiven wurden bis in das 25. Jahr des Bestehens eine vierte Lokomotive und ein Benzintriebwagen beschafft. Sechs Personen- und drei Post-/Personenwagen reichten über die gesamte Zeit aus. Die Personenwagen wurden 1912 mit elektrischer Beleuchtung ausgerüstet.
Bis 1926 wurden 3,75 Mio. Personen und 1,6 Mio. Tonnen Güter befördert. Dafür wurden rund 2,5 Mio. Zugkilometer gefahren. Nach einem Anstieg der Beförderungszahlen gegen Ende des Ersten Weltkrieges nahmen wegen des aufkommenden Autoverkehrs und der näherkommenden Weltwirtschaftskrise diese Zahlen wieder ab. In den ersten 25 Betriebsjahren fielen 84 Züge wegen Schneefall aus, auf Grund des Ersten Weltkrieges 111 Züge. Am 21. Dezember 1910 wurde der Schuhmacher Rasmus Sørensen in Nærheden vom Zug überfahren und verstarb noch am Unfallort, am 17. März 1912 wurde Lars Nielsen zwischen Kulby und Høng vom Zug erfasst und verstarb am gleichen Tag. Zwischen Merløse und Nyrup wurde A. Olsen am 26. Juli 1915 überfahren und verstarb, am 3. Januar 1918 wurde eine aussteigende ältere Dame von einer Rangierlok erfasst und starb. Bei der Eröffnung waren 36 Angestellte, davon zwei Lokführer und drei Heizer, 25 Jahre später 52 Angestellte, davon drei Lokführer und vier Heizer, bei der Gesellschaft beschäftigt.
Steigende Gehälter und der Preisanstieg für Kohle ließ den Betrieb nach einem Verlustjahr in 1918 ab 1926 defizitär werden. Um die Kosten niedrig zu halten, wurde im gleichen Jahr ein benzinbetriebener Triebwagen von Triangel in Odense erworben. 1930 folgten ein weiterer Triebwagen von Triangel und 1932 eine Diesellokomotive von Frichs in Århus. Nun konnte ein Fahrplan mit mehr Zügen und kürzeren Fahrzeiten angeboten werden. Mit dem Modernisierungsgesetz vom 14. März 1931 (Moderniseringsloven af 14. marts 1931) übernahm der Staat einen Teil der Finanzierung zur Verdieselung des Personenverkehrs.
Im Zweiten Weltkrieg herrschte Benzin- und Ölknappheit. Die alten Dampflokomotiven mussten zusammen mit den Triebwagen mit Holzvergaser den Verkehr bewältigen. Der Personenverkehr wurde auf das absolute Minimum reduziert, obwohl die Fahrgastzahlen enorm zunahmen und 1945 nur noch an Wochentagen zwei Personenzüge in jede Richtung fuhren.
Am 1. Dezember 1945 brannte die Werkstatt in Holbæk, sodass Reparaturen nicht mehr in der eigenen Werkstatt durchgeführt werden konnten. Die Diesellokomotive M22 verbrannte dabei, wurde aber später wieder aufgebaut. Nach einem erneuten Brand 1962 wurde sie abgestellt und verschrottet.
Nach dem Zweiten Weltkrieg erhielt HTJ 1948 seinen ersten Schienenbus von Scandia A/S in Randers. Mit den Schienenbussen konnte die Strecke von Tølløse nach Høng in nur 1 Stunde und 5 Minuten befahren werden, während die Triebwagen etwa 1 Stunde und 20 Minuten benötigten. Erneut legte der Dänische Staat mit dem Modernisierungsgesetz vom 23. März 1948 (Moderniseringsloven af 23. marts 1948) ein Programm zur Sanierung der Privatbahnen auf, mit denen vorhandene Triebwagen modernisiert und weitere gebrauchte Fahrzeuge erworben werden konnten.
1951 verkehrten werktags sieben und an Sonn- und Feiertagen acht Zugpaare. 1951 waren für den Dampfbetrieb nur noch ein Lokführer und ein Heizer angestellt, dafür aber zwei Lokomotivführer und zwei Triebwagenführer für den Dieselbetrieb. Neben zwei Dampflokomotiven und einer Diesellokomotive waren ein Benzintriebwagen, ein Dieseltriebwagen und zwei Schienenbusse im Bestand.
Bereits ab Ende der 1930er Jahre wurden einzelne HTJ-Züge auf der DSB-Strecke Høng–Slagelse weitergeführt, nach dem Zweiten Weltkrieg fast alle Züge. 1971 stellten die DSB den Personenverkehr auf der Strecke Slagelse–Værslev ein. DSB und HTJ vereinbarten, dass die Züge der HTJ weiterhin zwischen Høng und Slagelse verkehren. 1997 wurde die 12 km lange Strecke offiziell an die HTJ übertragen, wodurch sich die Gesamtlänge der Strecke auf 50,8 km erhöhte.
Fünf neue Y-Züge wurden 1975 für die Odsherreds Jernbane und die Høng-Tølløse-Jernbane geliefert. 1980 wurde Vestsjællands Trafikselskab gegründet, was für beide Strecken einen gemeinsamen Tarife brachte. Die Fahrgastzahlen nahmen stark zu. Von etwa 100.000 Fahrgästen jährlich im Jahre 1901 stieg die Fahrgastzahl im Jahr 2000 auf 600.000 Reisende.
2001 übertrug der Staat seine Anteile an HTJ an Vestsjællands Amt und am 12. Juni 2003 fusionierten Høng-Tølløse Jernbane und Odsherredsbanen zur Vestsjællands Lokalbaner A/S mit Hauptsitz in Holbæk. Am 1. Januar 2009 wurde Regionstog A/S gegründet, bestehend aus Vestsjællands Lokalbaner A/S, Lollandsbanen A/S und Østbanen. Am 1. Juli 2015 fusionierten Regionstog A/S und Lokalbanen A/S zum neuen Unternehmen Lokaltog A/S.

## Betriebszentrale
Der Verkehr der HTJ wurde zunächst vom Bahnhof Dianalund gesteuert und die Züge wurden von Bahnhof zu Bahnhof über Telefon gemeldet. Ab 1970 bekamen die Züge der OHJ und HTJ Streckenfunkgeräte. Ab Ende der 1970er Jahre wurden die Bahnhöfe zu ferngesteuerten Kreuzungsbahnhöfen mit elektrischen Weichen umgebaut, die von der Fernsteuerzentrale in Dianalund bedient werden konnten. 1999 bezogen OHJ und HTJ ein gemeinsames Verkehrszentrum am gemeinsamen Hauptsitz in Holbæk.